# Phymatosorus membranifolius
Phymatosorus membranifolius là một loài thực vật có mạch trong họ Polypodiaceae. Loài này được (R. Br.) Tindale mô tả khoa học đầu tiên năm 2002.